# Omar H. Aghali
Omar H. Aghali (* im 20. Jahrhundert) ist ein sierra-leonischer Richter. Er war Oberster Richter (englisch Chief Justice) in Gambia.
Aghali wurde als Chief Justice von Gambia als Nachfolger von Ibrahim A. Omoson 1995 ernannt. Er wurde 1998 von Felix M. Lartey abgelöst.